# Loftet
De Loftet is een berg behorende bij de gemeente Lom in de provincie Oppland in Noorwegen. De berg, gelegen in Nationaal park Jotunheimen, heeft een hoogte van 2170 meter.
De Loftet is onderdeel van het gebergte Jotunheimen.